# Операція «Панцерфауст»
Операція «Панцерфауст» (нім. Unternehmen Panzerfaust, досл. «Операція «Броньований кулак»») — німецька військова операція під час Другої світової війни, у жовтні 1944 року, під час якої німецькими військами було окуповано Угорське королівство з метою не допустити його виходу з війни. Почалась після того, як Адольф Гітлер отримав інформацію, що регент Угорщини адмірал Міклош Горті веде таємні перемовини про капітуляцію з СРСР. Німецьким керівництвом було відправлено до Угорщини командира спецпідрозділів військ СС оберштурмбанфюрера Отто Скорцені та колишнього члена «Бранденбург-800» барона Адріана фон Фелькерзама. Гітлер побоювався, що капітуляція Угорщини відкриє його південний фланг, де Румунське королівство тільки що приєдналося до антигітлерівської коаліції, та відріже німецьких солдатів, ще стримували радянський наступ на Балканському півострові. Операція пройшла на зразок операції «Маргарет I» у березні 1944 року.

## Перебіг подій
Берлін передбачав подібний варіант розвитку подій, та заздалегідь підготувався до запобігання розгортання румунського сценарію в Угорщині. План операції «Панцерфауст» розроблявся з вересня 1944 року. Практичну частину операції повинен був реалізувати штурмбанфюрер СС Отто Скорцені.

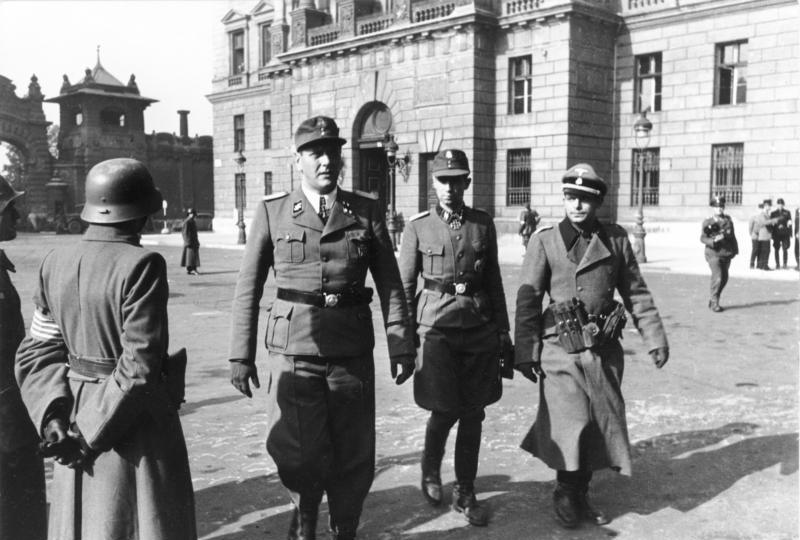
Отто Скорцені в Будапешті, жовтень 1944 року

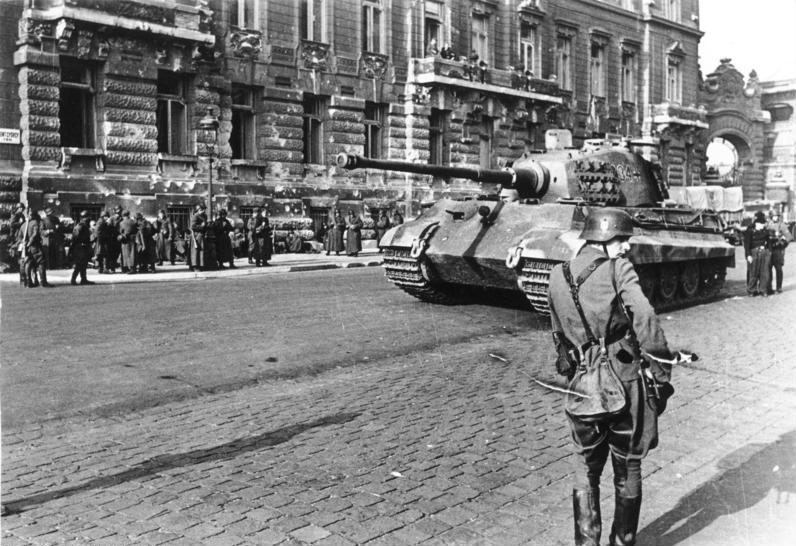
Танки Panzer VI Tiger II у Будапешті біля замку Буда

Для виконання операції «Панцерфауст» у Будапешт німцями були стягнуті такі сили:
- бойова група 22-ї добровольчої дивізії СС «Марія Терезія» під командуванням оберфюрер Авґуста Цеендера — близько 8000 вояків;
- батальйон курсантів Терезіанської академії у Вінер-Нойштадті — близько 1000 осіб;
- 600-й парашутний батальйон СС під командуванням гауптштурмфюрера СС Зіґфріда Міліуса[3];
- винищувальне з'єднання СС «Центр» під командуванням гауптштурмфюрера СС Карла Фукера;
- 503-й важкий танковий батальйон — 45 танків Panzer VI Tiger під командуванням гауптмана Рольфа Фромме;
- 500-й саперний штурмовий батальйон, який має на озброєнні танкетки «Голіаф», призначені для міських боїв.

На боці німців була угорська жандармерія, багато офіцерів Гонведу та члени партії «Схрещені стріли».
Операція почалась у ніч на 15 жовтня 1944 року, після того, як у день по радіо тричі зачитали звернення Горті до угорської нації, в якому він повідомляв про укладення перемир'я з антигітлерівською коаліцією. Для німців це послужило сигналом до дії. Скорцені передав синові регента інформацію про те, що з ним нібито має намір зустрітися делегація маршала Тіто. Горті молодший повірив та був викрадений, після чого його перевезли в концтабір «Маутгаузен».
Прихильники Міклоша Горті намагалися чинити опір, однак, він був швидко зламаний ефективними діями німців.

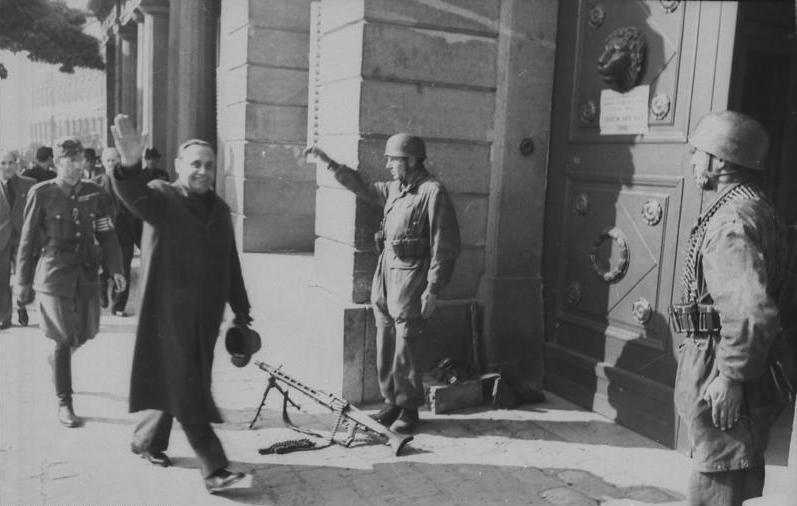
Ференц Салаші після призначення прем'єр-міністром Королівства Угоршина

16 жовтня 1944 року Міклош Горті скасував своє звернення від 15 жовтня та офіційно призначив Ференца Салаші прем'єр-міністром Уряду національної єдності.

## Результат
В ході операції «Панцерфауст», 15–16 жовтня 1944 року, німецькі війська взяли під контроль угорську столицю, регент Угорщини адмірал Міклош Горті був відсторонений від влади та замінений на лояльного до Третього Рейху Ференца Салаші, лідера профашистської партії «Схрещені стріли» (нілашисти), яка виступала за створення Великої Угорщини.